# Stephen Ruddy
Stephen A. Ruddy, Jr. (* 7. Mai 1901 in New York City; † 1. Januar 1964 ebenda) war ein US-amerikanischer Schwimmer und Wasserballspieler.

## Karriere
Ruddy schwamm für den New York Athletic Club. 1920 geriet er in einen Verkehrsunfall in Long Island City, bei dem der Olympionike Arthur McAleenan ums Leben kam. Wenige Wochen später nahm er selbst an Olympischen Spielen teil. Bei den Wettkämpfen im belgischen Antwerpen scheiterte er über 200 m und 400 m Brust jeweils im Vorlauf an der Halbfinalqualifikation. Auf nationaler Ebene gewann er regionale Titel im Schwimmsport und wurde US-amerikanischer Meister in den Jahren 1922, 1929 und 1931 im Wasserball. Während beiden Weltkriegen diente er in der United States Navy.
Sein Onkel Joseph Ruddy und sein Cousin Ray Ruddy waren ebenfalls Teilnehmer an Olympischen Spielen.